# Kvalifikace na Mistrovství Evropy ve fotbale 1988 – skupina 1
Zápasy kvalifikační skupiny 1 na Mistrovství Evropy ve fotbale 1988 se konaly v letech 1986 a 1987. Ze čtyř účastníků si postup na závěrečný turnaj vybojoval vítěz skupiny.

## Tabulka
| Tým       | B  | Z | V | R | P | VG | IG |
| --------- | -- | - | - | - | - | -- | -- |
| Španělsko | 10 | 6 | 5 | 0 | 1 | 14 | 6  |
| Rumunsko  | 9  | 6 | 4 | 1 | 1 | 13 | 3  |
| Rakousko  | 5  | 6 | 2 | 1 | 3 | 6  | 9  |
| Albánie   | 0  | 6 | 0 | 0 | 6 | 2  | 17 |

## Zápasy
| 10. září 1986                       |     |          |                                                                       |
| Rumunsko                            | 4:0 | Rakousko | Steaua Stadium, Bukurešť diváci: 13 611 rozhodčí: Gérard Biguet (FRA) |
| Iovan 44', 64' Lăcătuş 61' Hagi 90' |     |          | Steaua Stadium, Bukurešť diváci: 13 611 rozhodčí: Gérard Biguet (FRA) |

| 15. října 1986                      |        |         |                                                                    |
| Rakousko                            | 3:0    | Albánie | Liebenau Stadium, Graz diváci: 8 000 rozhodčí: Klaus Peschel (GDR) |
| Ogris 18' Polster 66' Linzmaier 77' | Report |         | Liebenau Stadium, Graz diváci: 8 000 rozhodčí: Klaus Peschel (GDR) |

| 12. listopadu 1986 |        |          |                                                                                        |
| Španělsko          | 1:0    | Rumunsko | Benito Villamarín Stadium, Sevilla diváci: 41 884 rozhodčí: Johannes N.I. Keizer (NED) |
| Míchel 57'         | Report |          | Benito Villamarín Stadium, Sevilla diváci: 41 884 rozhodčí: Johannes N.I. Keizer (NED) |

| 3. prosince 1986 |        |                        |                                                                        |
| Albánie          | 1:2    | Španělsko              | Qemal Stafa Stadium, Tirana diváci: 20 000 rozhodčí: Antal Hutak (HUN) |
| Muca 27'         | Report | Arteche 67' Alonso 84' | Qemal Stafa Stadium, Tirana diváci: 20 000 rozhodčí: Antal Hutak (HUN) |

| 25. března 1987                                         |        |            |                                                                             |
| Rumunsko                                                | 5:1    | Albánie    | Steaua Stadium, Bukurešť diváci: 6 500 rozhodčí: José Rosa dos Santos (POR) |
| Piţurcă 2' Bölöni 42' Hagi 44' (pen.), 54' Bumbescu 70' | Report | Kushta 35' | Steaua Stadium, Bukurešť diváci: 6 500 rozhodčí: José Rosa dos Santos (POR) |

| 1. dubna 1987             |        |                            |                                                                  |
| Rakousko                  | 2:3    | Španělsko                  | Praterstadion, Vídeň diváci: 40 000 rozhodčí: Bruno Galler (SUI) |
| Linzmaier 38' Polster 63' | Report | Eloy 30', 57' Carrasco 89' | Praterstadion, Vídeň diváci: 40 000 rozhodčí: Bruno Galler (SUI) |

| 29. dubna 1987 |        |            |                                                                                  |
| Albánie        | 0:1    | Rakousko   | Qemal Stafa Stadium, Tirana diváci: 17 250 rozhodčí: Gerassimos Germanakos (GRE) |
|                | Report | Polster 8' | Qemal Stafa Stadium, Tirana diváci: 17 250 rozhodčí: Gerassimos Germanakos (GRE) |

| 29. dubna 1987                       |        |             |                                                                       |
| Rumunsko                             | 3:1    | Španělsko   | Steaua Stadium, Bukurešť diváci: 30 000 rozhodčí: Alexis Ponnet (BEL) |
| Piţurcă 38' Mateuţ 45' Ungureanu 48' | Report | Calderé 81' | Steaua Stadium, Bukurešť diváci: 30 000 rozhodčí: Alexis Ponnet (BEL) |

| 14. října 1987         |        |          |                                                                                     |
| Španělsko              | 2:0    | Rakousko | Estadion Ramón Sánchez Pizjuán, Sevilla diváci: 57 477 rozhodčí: Joël Quiniou (FRA) |
| Míchel 58' Sanchís 64' | Report |          | Estadion Ramón Sánchez Pizjuán, Sevilla diváci: 57 477 rozhodčí: Joël Quiniou (FRA) |

| 28. října 1987 |        |           |                                                                              |
| Albánie        | 0:1    | Rumunsko  | Stadiumi Flamurtari, Vlorë diváci: 18 000 rozhodčí: Ignace van Swieten (NED) |
|                | Report | Klein 61' | Stadiumi Flamurtari, Vlorë diváci: 18 000 rozhodčí: Ignace van Swieten (NED) |

| 18. listopadu 1987 |        |          |                                                                     |
| Rakousko           | 0:0    | Rumunsko | Praterstadion, Vídeň diváci: 6 000 rozhodčí: Rosario Lo Bello (ITA) |
|                    | Report |          | Praterstadion, Vídeň diváci: 6 000 rozhodčí: Rosario Lo Bello (ITA) |

| 18. listopadu 1987                                 |        |         |                                                                                      |
| Španělsko                                          | 5:0    | Albánie | Benito Villamarín Stadium, Sevilla diváci: 50 000 rozhodčí: Kurt Röthlisberger (SUI) |
| Bakero 5', 31', 74' Míchel 36' (pen.) Llorente 67' | Report |         | Benito Villamarín Stadium, Sevilla diváci: 50 000 rozhodčí: Kurt Röthlisberger (SUI) |